# Zederachovité

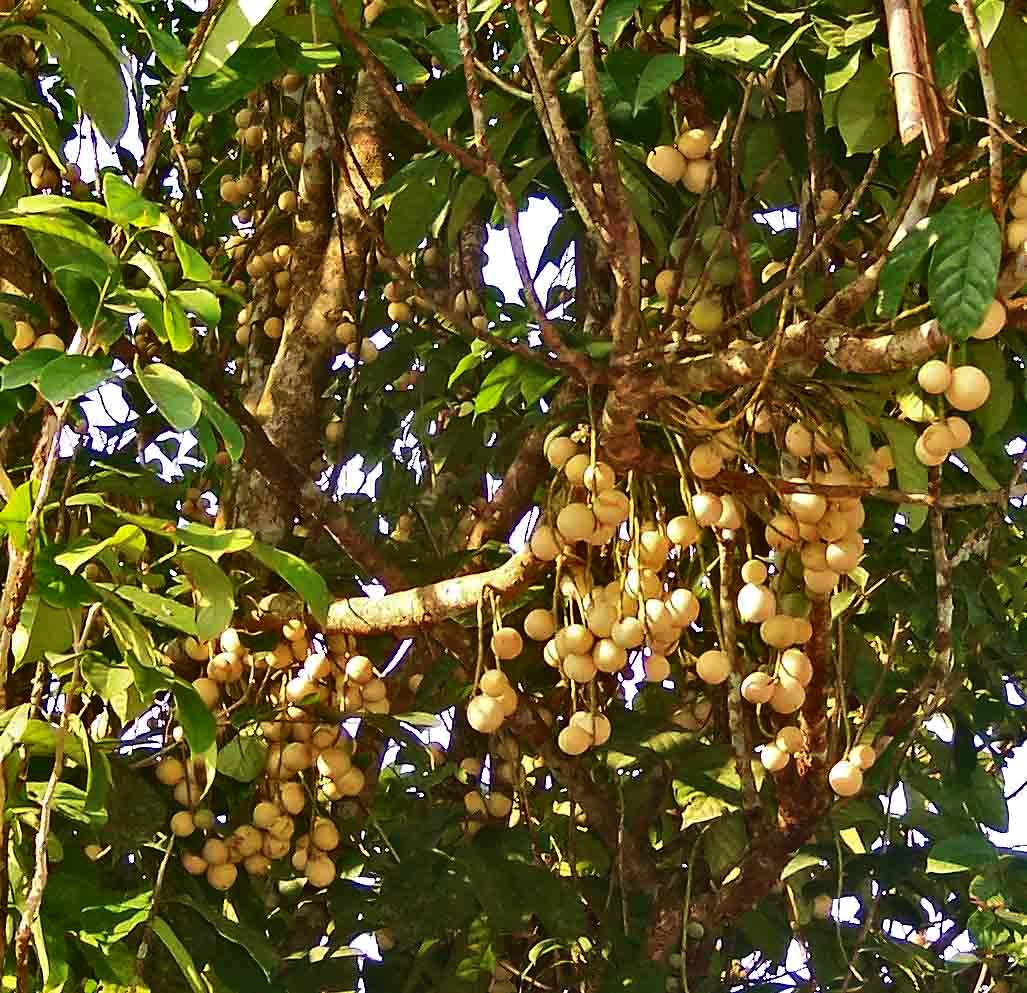
Plody stromu langsat (Lansium)

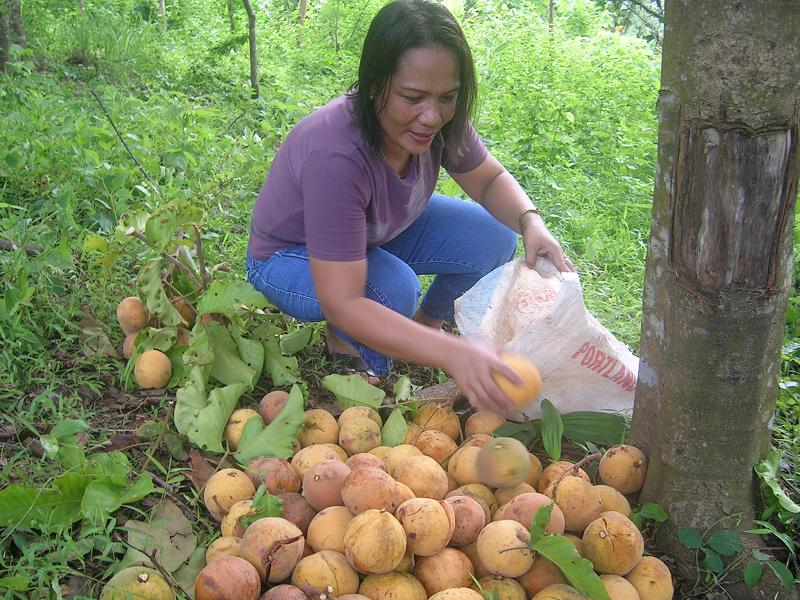
Plody stromu santol (Sandoricum)

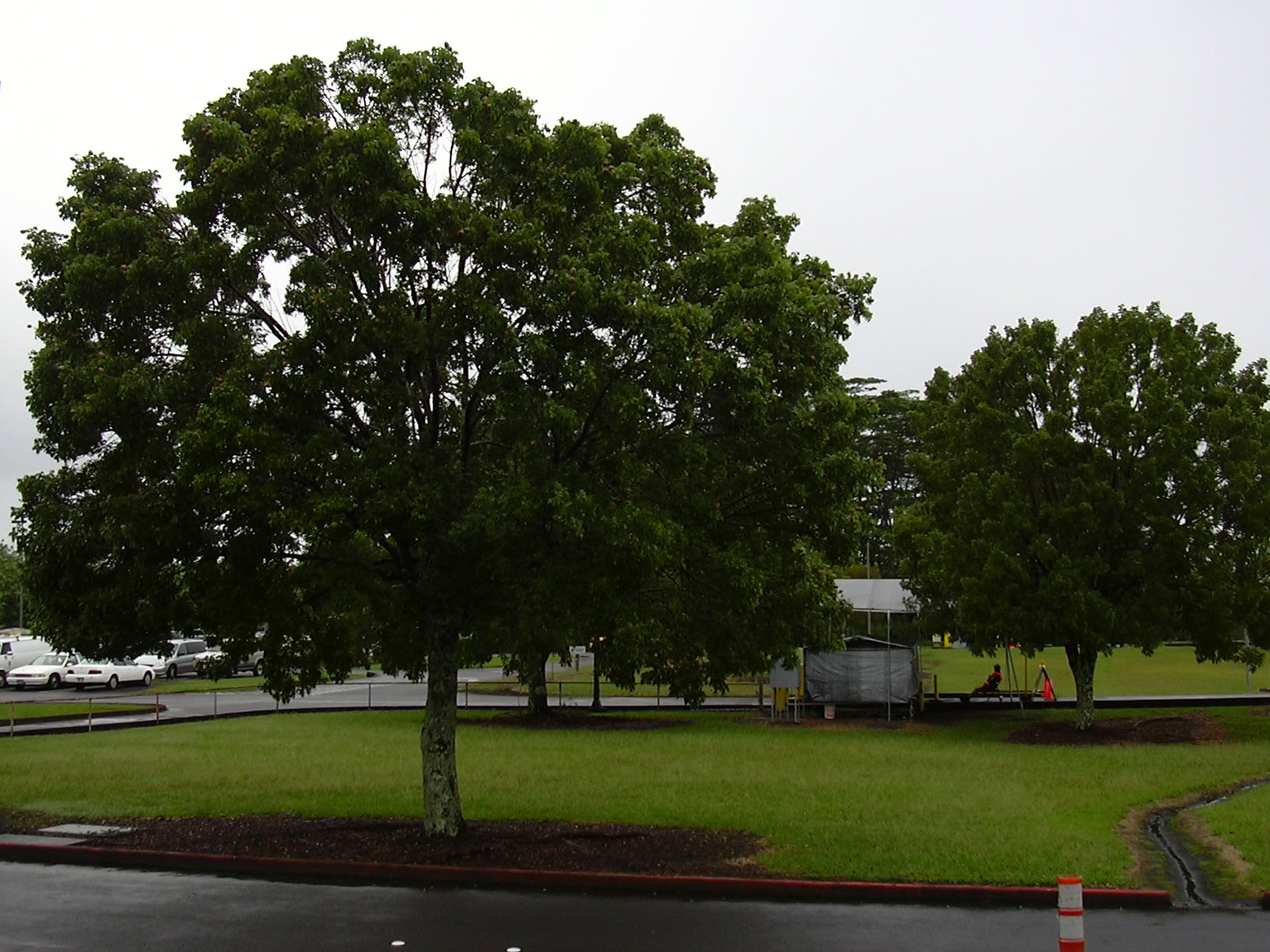
Mahagonové stromy Swietenia

Zederachovité (Meliaceae) je čeleď rostlin z řádu mýdelníkotvarých rostoucích převážně v tropech.

## Evoluce
Původně se paleobotanici domnívali, že tato čeleď zasahuje pouze do doby miocénu, asi před 15 až 20 miliony let. Nově objevená fosilie z Kanady však dokládá, že některé druhy existovaly již v období pozdní křídy (věk kampán), asi před 72 až 79 miliony let.

## Rozšíření
Čeleď zederachovitých má asi 50 rodů, které jsou rozděleny do více než 570 druhů. Asi 2/3 všech druhů se jsou obsaženy v šesti rodech, Aglaia (110 druhů) v Indomalajsii a tropech Austrálie, Trichilia (85 druhů) v Mexiku, Střední Americe, Karibiku a tropické Africe, Dysoxylum (80 druhů) v Indomalajsii a na Tichomořských ostrovech, Turraea (60 druhů) v tropické a jižní Africe a Austrálii, Chisocheton (50 druhů) v Indomalajsii a Guarea (50 druhů) v tropické Americe a Africe. Rod Azadirachta je pěstován v tropech a rod Melia v tropických a subtropických oblastech v celém Starém i Novém světe.

## Popis
Převážně stálezelené, zřídka opadavé, stromy, keře nebo dokonce byliny. Dosahují výšek až 40 m, nebo naopak tvoří podrost stromů v lužních lesích. Jejich kůra obsahuje mnohdy bílý latex, po poranění silně mléčí, nebo barevnou mízu s éterickými oleji. Jsou jednodomé, dvoudomé nebo mnohomanželné. Střídavé řapíkaté listy bývají obvykle zpeřené, jen vzácně jsou jednoduché. Okraje lístků jsou hladké, zoubkované nebo zubaté. Listy nemají trvalý bazální meristém.
Květy jsou oboupohlavné i jednopohlavné, volných nebo srostlých sepal mají 3 až 5, petal může být 3 až 14 ve dvou přeslenech. Tyčinek bývá 4 až 10, nitky mívají obvykle srostlé do trubky, bývají krátké nebo i dlouhé až 14 cm. Patyčinek je stejný počet, nebo dvojnásobně, někdy vzácně i desetinásobně, uspořádané jsou v přeslenech. Synkarpní gyneceum je tvořeno obvykle 2 až 6, výjimečně i 20 plodolisty, semeníků je stejný počet. Květy bývají uspořádány v úžlabních nebo terminálních latách, hroznech nebo klasech, vzácněji jsou květy seřazeny v přeslenech. Opylení bývá entomogamní (blanokřídlí a motýli). Plody jsou bobule nebo peckovice, tobolky, někdy i oříšky nebo křídlaté nažky.

## Zástupci
- aglája (Aglaia)
- azadirachta (Azadirachta)
- cedrela (Cedrela)
- česnekovník (Toona)
- guara (Guarea)
- karapa (Carapa)
- khaja (Khaya)
- lansat (Lansium)
- sandor (Sandoricum)
- svietenie (Swietenia)
- trichilie (Trichilia)
- zederach (Melia), česky též melie[6]

## Význam
Mnohé stromy poskytují ceněné dřevo známé pod názvem mahagon, z Afriky jsou to rody Entandrophragma,  Khaya a Turraeanthus, ze Střední Ameriky Swietenia (pravý mahagon) a dále pod názvy africká bříza rody Turraea a africký ořech  Lovoa. Dřevo těchto stromů má rozlišené jádro a běl, barva jádra je variabilní podle místa původů od žlutohnědé přes růžovou, lososovou a skořicovou po červenohnědou. Stářím barva některých dřev tmavne. Tyto dřeviny rostou ve skupinách nebo jednotlivě, jsou velmi vytěženy, na určitých místech se už nevyskytují, např. rod Swietenia z Karibských ostrovů vymizel. Vzhledem k nedostatku a ceně převažuje dnes jeho zpracování na uměleckou bižuterii, hudební nástroje a luxusní řezbářské výrobky. Z afrického rodu Trichilia a malajského Chisocheton se získávají olejnaté tuky pro výrobu mýdel a lampových olejů. Zederach (Melia) obsahuje látky, sloužící k výrobě insekticidů. Kůra a listy z Azadirachta obsahují množství hořčin, terpenů, silic a flavonoidů které se využívají k výrobě extraktů na stabilizaci krevního tlaku, snížení hladiny krevního cukru, potlačení zánětů; droga má také značné antioxidační účinky.
Některé rody poskytují poživatelné plody, které se v místech výskytu konzumují jako ovoce, např. langsat (Lansium) a santol (Sandoricum). Květů aglaji (Aglaia) se používá pro ochucování čajů. Stromy zederach (Melia) jsou hojně pěstovány hlavně na jihovýchodě Spojených států severoamerických jako okrasné.

## Rody
Aglaia,
Anthocarapa,
Aphanamixis,
Astrotrichilia,
Azadirachta,
Cabralea,
Calodecaryia,
Capuronianthus,
Carapa,
Cedrela,
Chisocheton,
Chukrasia,
Cipadessa,
Dysoxylum,
Ekebergia,
Entandrophragma,
Guarea,
Heckeldora,
Hedraianthera,
Heynea,
Humbertioturraea,
Khaya,
Lansium,
Lepidotrichilia,
Leplaea,
Lovoa,
Malleastrum,
Melia,
Munronia,
Naregamia,
Neobeguea,
Neoguarea,
Nymania,
Owenia,
Pseudobersama,
Pseudocedrela,
Pseudoclausena,
Pterorhachis,
Quivisianthe,
Reinwardtiodendron,
Ruagea,
Sandoricum,
Schmardaea,
Soymida,
Sphaerosacme,
Swietenia,
Synoum,
Toona,
Trichilia,
Turraea,
Turraeanthus,
Vavaea,
Walsura,
Xylocarpus